# جمال أسود (فلم)
جمال أسود (بالإنجليزية: Black Beauty)، هُو فيلم دراما صدر سنة 2020،  وقد كتبت نصه وأخرجته Ashley Avis. الفيلم من بطولة كُل من مكانزي فوي وكيت وينسليت وكلير فورلاني وإيان غلين وFern Deacon.

## الإصدار
في يوليو 2020 اشترت شركة أفلام والت ديزني على حقوق توزيع الفيلم من شركة Constantin Film. عُرض الفيلم رقميا لأول مرة في 27 نوفمبر 2020 على منصة ديزني+.

## وصلات خارجية
- مقالات تستعمل روابط فنية بلا صلة مع ويكي بيانات